# Pedralva (Braga)
Pedralva é uma povoação portuguesa sede da Freguesia de Pedralva do Município de Braga, freguesia com 8,07 km² de área e 1060 habitantes (censo de 2021), tendo, por isso, uma densidade populacional de 131,4 hab./km².
Foi sede, até ao início do século XIX, do couto de Pedralva. Este era constituído pelas freguesias de Pedralva e de Sobreposta e tinha, em 1801, 762 habitantes.

## Demografia
A população registada nos censos foi:
| Distribuição da População por Grupos Etários | Distribuição da População por Grupos Etários | Distribuição da População por Grupos Etários | Distribuição da População por Grupos Etários | Distribuição da População por Grupos Etários |
| -------------------------------------------- | -------------------------------------------- | -------------------------------------------- | -------------------------------------------- | -------------------------------------------- |
| Ano                                          | 0-14 Anos                                    | 15-24 Anos                                   | 25-64 Anos                                   | > 65 Anos                                    |
| 2001                                         | 221                                          | 204                                          | 574                                          | 151                                          |
| 2011                                         | 176                                          | 148                                          | 613                                          | 173                                          |
| 2021                                         | 127                                          | 130                                          | 611                                          | 192                                          |